# Shōko Takayanagi
Shōko Takayanagi, obecnie Yoshida (jap. 高柳 昌子 (吉田) Takayanagi (Yoshida) Shōko; ur. 13 września 1954 w prefekturze Ōita) – japońska siatkarka, medalistka igrzysk olimpijskich i mistrzostw świata.

## Życiorys
Takayanagi wraz z reprezentacją Japonii wystąpiła na igrzyskach olimpijskich 1976 odbywających się w Montrealu. Zagrała wówczas we wszystkich meczach olimpijskiego turnieju, w tym w zwycięskim meczu finałowym ze reprezentacją Związku Radzieckiego. Zdobyła srebrny medal mistrzostw świata 1978 rozgrywanych w ZSRR.
Była zawodniczką klubu Hitachi Belle Fille. Jest żoną trenera Toshiakiego Yoshidy.